# Ronde van de Middellandse Zee 2012
De Ronde van de Middellandse Zee 2012 (Frans: Tour Méditerranéen 2012) werd gehouden van 9 tot en met 12 februari in Frankrijk. Het was de 39ste editie van deze wielerkoers. Deze wedstrijd maakt deel uit van de UCI Europe Tour 2012.

## Etappe-overzicht
| etappe | datum       | start             | finish              | afstand       | winnaar                | klassementsleider      |
| ------ | ----------- | ----------------- | ------------------- | ------------- | ---------------------- | ---------------------- |
| 1e     | 9 februari  | Pertuis           | Meyreuil            | 133 km        | Jonathan Tiernan-Locke | Jonathan Tiernan-Locke |
| 2e     | 10 februari | Salon-de-Provence | Martigues           | 135 km        | Michel Kreder          | Jawhen Hoetarovitsj    |
| 3e     | 11 februari | La Seyne-sur-Mer  | La Londe-les-Maures | 127 km 99 km* | Michel Kreder          | Michel Kreder          |
| 4e     | 12 februari | La Ciotat         | Toulon (Mont Faron) | 130 km 77 km* | Jonathan Tiernan-Locke | Jonathan Tiernan-Locke |

* Deze etappes werden ingekort vanwege de slechte, winterse weersomstandigheden.

## Etappe-uitslagen

### 1e etappe
| Pertuis – Meyreuil (133 km) |                        |                           |          |
| Plaats                      | Naam                   | Ploeg                     | Tijd     |
| Winnaar                     | Jonathan Tiernan-Locke | Endura Racing             | 3u21'03" |
| 2                           | Jawhen Hoetarovitsj    | FDJ-Big Mat               | z.t.     |
| 3                           | Sébastien Chavanel     | Team Europcar             | z.t.     |
| 4                           | Raymond Kreder         | Team Garmin-Barracuda     | z.t.     |
| 5                           | Guillaume Boivin       | Spidertech Powered by C10 | z.t.     |
| 6                           | Maksim Iglinski        | Astana Pro Team           | z.t.     |
| 7                           | Sébastien Turgot       | Team Europcar             | z.t.     |
| 8                           | Borut Božič            | Astana Pro Team           | z.t.     |
| 9                           | Francesco Ginanni      | Acqua & Sapone            | z.t.     |
| 10                          | Romain Hardy           | Bretagne-Schuller         | z.t.     |
|                             |                        |                           |          |
| 20                          | Jens Keukeleire        | GreenEdge                 | z.t.     |

### 2e etappe
| Salon-de-Provence – Martigues (135 km) |                     |                           |          |
| Plaats                                 | Naam                | Ploeg                     | Tijd     |
| Winnaar                                | Michel Kreder       | Team Garmin-Barracuda     | 3u10'40" |
| 2                                      | Guillaume Boivin    | Spidertech Powered by C10 | z.t.     |
| 3                                      | Jawhen Hoetarovitsj | FDJ-Big Mat               | z.t.     |
| 4                                      | Francisco Ventoso   | Team Movistar             | z.t.     |
| 5                                      | Raymond Kreder      | Team Garmin-Barracuda     | z.t.     |
| 6                                      | Danilo Napolitano   | Acqua & Sapone            | z.t.     |
| 7                                      | Koldo Fernández     | Team Garmin-Barracuda     | z.t.     |
| 8                                      | Jacopo Guarnieri    | Astana Pro Team           | z.t.     |
| 9                                      | Filippo Fortin      | Team Type 1-Sanofi        | z.t.     |
| 10                                     | Benjamin Giraud     | La Pomme Marseille        | z.t.     |
|                                        |                     |                           |          |
| 21                                     | Kristof Goddaert    | AG2R-La Mondiale          | z.t.     |

### 3e etappe
| La Seyne-sur-Mer – La Londe-les-Maures (99 km) |                     |                             |          |
| Plaats                                         | Naam                | Ploeg                       | Tijd     |
| Winnaar                                        | Michel Kreder       | Team Garmin-Barracuda       | 2u23'14" |
| 2                                              | Danilo Napolitano   | Acqua & Sapone              | z.t.     |
| 3                                              | Guillaume Blot      | Bretagne-Schuller           | z.t.     |
| 4                                              | Jawhen Hoetarovitsj | FDJ-Big Mat                 | z.t.     |
| 5                                              | Stéphane Poulhiès   | Saur-Sojasun                | z.t.     |
| 6                                              | Jacopo Guarnieri    | Astana Pro Team             | z.t.     |
| 7                                              | Rony Martias        | Saur-Sojasun                | z.t.     |
| 8                                              | Romain Feillu       | Vacansoleil-DCM             | z.t.     |
| 9                                              | Leonardo Duque      | Cofidis, le crédit en ligne | z.t.     |
| 10                                             | Sébastien Chavanel  | Team Europcar               | z.t.     |
|                                                |                     |                             |          |
| 28                                             | Jens Keukeleire     | GreenEdge                   | z.t.     |

## Eindklassementen
| Plaats    | Naam                   | Ploeg                  | Tijd      |
| --------- | ---------------------- | ---------------------- | --------- |
| Gele trui | Jonathan Tiernan-Locke | Endura Racing          | 10u48'42" |
| 2         | Michel Kreder          | Team Garmin-Barracuda  | + 27"     |
| 3         | Daniel Navarro Garcia  | Team Saxo Bank         | + 31"     |
| 4         | Stefano Garzelli       | Acqua & Sapone         | + 33"     |
| 5         | Ángel Madrazo          | Team Movistar          | + 42"     |
| 6         | Romain Hardy           | Bretagne-Schuller      | + 47"     |
| 7         | Francesco Gavazzi      | Astana Pro Team        | z.t.      |
| 8         | Fabrice Jeandesboz     | Saur-Sojasun           | z.t.      |
| 9         | Rinaldo Nocentini      | AG2R-La Mondiale       | z.t.      |
| 10        | Andrey Amador          | Team Movistar          | z.t.      |
|           |                        |                        |           |
| 52        | James Vanlandschoot    | Accent.Jobs-Willems V. | + 2'12"   |

| Plaats      | Naam                   | Ploeg                 | Punten |
| ----------- | ---------------------- | --------------------- | ------ |
| Groene trui | Jonathan Tiernan-Locke | Endura Racing         | 50     |
| 2           | Michel Kreder          | Team Garmin-Barracuda | 50     |
| 3           | Jawhen Hoetarovitsj    | FDJ-Big Mat           | 50     |

| Plaats     | Naam               | Ploeg              | Punten |
| ---------- | ------------------ | ------------------ | ------ |
| Witte trui | Thomas Vaubourzeix | La Pomme Marseille | 17     |
| 2          | Clément Koretzky   | La Pomme Marseille | 9      |
| 3          | Sébastien Turgot   | Team Europcar      | 6      |

| Plaats    | Naam          | Ploeg                 | Tijd      |
| --------- | ------------- | --------------------- | --------- |
| Rode trui | Michel Kreder | Team Garmin-Barracuda | 10u49'09" |
| 2         | Ángel Madrazo | Team Movistar         | + 15"     |
| 3         | Romain Hardy  | Bretagne-Schuller     | + 20"     |

| Plaats | Ploeg                       | Tijd      |
| ------ | --------------------------- | --------- |
|        | Team Saxo Bank              | 32u28'17" |
| 2      | Team Movistar               | + 05"     |
| 3      | Cofidis, le crédit en ligne | + 10"     |

1974 · 1975 · 1976 · 1977 · 1978 · 1979 · 1980 · 1981 · 1982 · 1983 · 1984 · 1985 · 1986 · 1987 · 1988 · 1989 · 1990 · 1991 · 1992 · 1993 · 1994 · 1995 · 1996 · 1997 · 1998 · 1999 · 2000 · 2001 · 2002 · 2003 · 2004 · 2005 · 2006 · 2007 · 2008 · 2009 · 2010 · 2011 · 2012 · 2013 · 2014
Etappewedstrijden

 Ster van Bessèges · 
 Ronde van de Middellandse Zee · 
 Ruta del Sol · 
 Ronde van de Algarve · 
 Ronde van de Haut-Var · 
 Driedaagse van West-Vlaanderen · 
 Internationale Wielerweek · 
 Internationaal Wegcriterium · 
 Driedaagse van De Panne-Koksijde · 
 Ronde van de Sarthe · 
 Ronde van Trentino · 
 Ronde van Turkije · 
 Ronde van Asturië · 
 Vierdaagse van Duinkerke · 
 Ronde van Azerbeidzjan · 
 Szlakiem Grodòw Piastowskich · 
 Ronde van Castilië en León · 
 Ronde van Picardië · 
 Ronde van Noorwegen · 
 World Ports Classic · 
 Ronde van Beieren · 
 Ronde van België · 
 Tour des Fjords · 
 Ronde van Estland · 
 Ronde van Luxemburg · 
 Boucles de la Mayenne · 
 Ster ZLM Toer · 
 Ronde van Slovenië · 
 Route du Sud · 
 Ronde van Oostenrijk · 
 Sibiu Cycling Tour · 
 Ronde van Wallonië · 
 Ronde van Portugal · 
 Ronde van Denemarken · 
 Ronde van de Ain · 
 Ronde van Burgos · 
 Arctic Race of Norway · 
 Ronde van de Limousin · 
 Ronde van Poitou-Charentes · 
 Wielerweek van Lombardije · 
 Ronde van Groot-Brittannië · 
 Ronde van Gévaudan Languedoc-Roussillon · 
 Eurométropole Tour
Eendaagse wedstrijden

 GP La Marseillaise · 
 Grote Prijs van de Etruskische Kust · 
 Trofeo Palma · 
 Trofeo Ses Salines · 
 Trofeo Serra de Tramuntana · 
 Trofeo Platja de Muro · 
 Trofeo Laigueglia · 
 Ronde van Murcia · 
 Omloop Het Nieuwsblad · 
 Classic Sud Ardèche · 
 GP Lugano · 
 Clásica de Almería · 
 Kuurne-Brussel-Kuurne · 
 La Drôme Classic · 
 Le Samyn · 
 GP Città di Camaiore · 
 Strade Bianche · 
 Roma Maxima · 
 Ronde van Drenthe · 
 Dwars door Drenthe · 
 Nokere Koerse · 
 GP Nobili Rubinetterie · 
 Handzame Classic · 
 Classic Loire-Atlantique · 
 Grote Prijs van Cholet-Pays de Loire · 
 Dwars door Vlaanderen · 
 Route Adélie de Vitré · 
 Volta Limburg Classic · 
 Grote Prijs Miguel Indurain · 
 Ronde van La Rioja · 
 Scheldeprijs · 
 GP Pino Cerami · 
 Klasika Primavera · 
 Parijs-Camembert · 
 Brabantse Pijl · 
 GP Denain · 
 Ronde van de Finistère · 
 Tro Bro Léon · 
 Ronde van Keulen · 
 La Roue Tourangelle · 
 Rund um den Finanzplatz Eschborn-Frankfurt · 
 Ronde van de Somme · 
 ProRace Berlin · 
 Grote Prijs van Plumelec · 
 Boucles de l'Aulne · 
 Ronde van Zeeland Seaports · 
 Trofeo Melinda · 
 GP Kanton Aargau · 
 Ronde van Limburg · 
 Ronde van de Apennijnen · 
 Halle-Ingooigem · 
 Trofeo Matteotti · 
 Prueba Villafranca de Ordizia · 
 GP Industria & Artigianato-Larciano · 
 Ronde van Toscane · 
 Circuito de Getxo · 
 Polynormande · 
 RideLondon Classic · 
 GP Stad Zottegem · 
 Dutch Food Valley Classic · 
 Châteauroux Classic de l'Indre · 
 Druivenkoers Overijse · 
 Ronde van Veneto · 
 Schaal Sels · 
 Memorial Rik Van Steenbergen · 
 Brussels Cycling Classic · 
 GP Fourmies · 
 Ronde van de Doubs · 
 GP Jef Scherens · 
 Coppa Bernocchi · 
 Coppa Agostoni · 
 GP van Wallonië · 
 Ronde van de Drie Valleien · 
 Kampioenschap van Vlaanderen · 
 Memorial Marco Pantani · 
 Grote Prijs Impanis-Van Petegem · 
 GP van Isbergues · 
 GP Industria & Commercio di Prato · 
 Omloop van het Houtland · 
 Duo Normand · 
 Milaan-Turijn · 
 Ronde van Piëmont · 
 Ronde van het Münsterland · 
 Pro Cycling Marathon · 
 Ronde van de Vendée · 
 Memorial Frank Vandenbroucke · 
 Coppa Sabatini · 
 Parijs-Bourges · 
 Ronde van Emilia · 
 GP Beghelli · 
 Parijs-Tours · 
 Nationale Sluitingsprijs · 
 Ronde van Romagna · 
 Chrono des Nations